# Herrenhaus La Haute Roche
Das Herrenhaus «La Haute Roche» (Manoir de Haute Roche) ist ein Landsitz von 1912/1913 in Le Pont, einem Ortsteil von L’Abbaye im Kanton Waadt. Es wird als Kulturdenkmal von nationaler Bedeutung (A-Objekt) eingestuft.

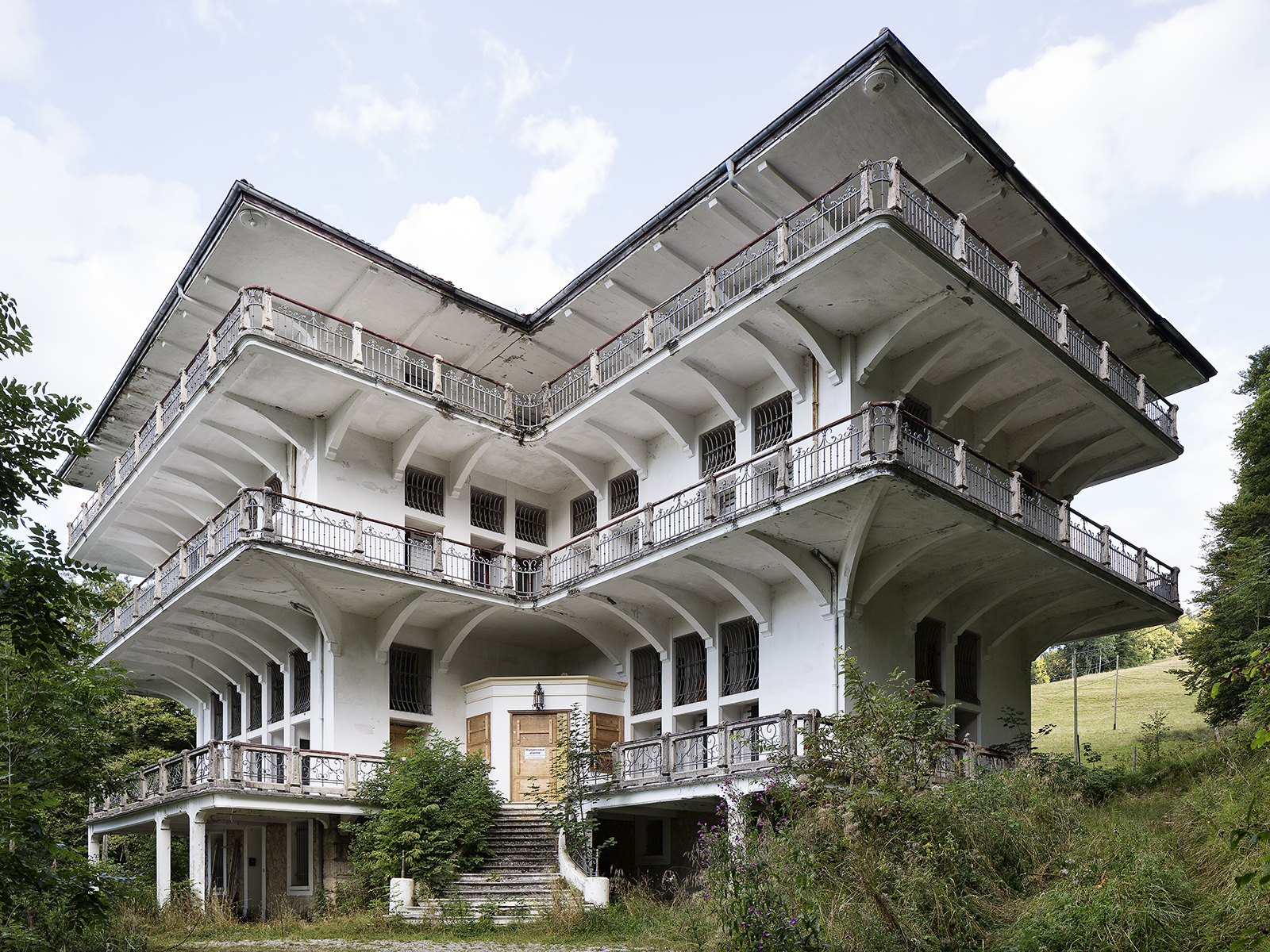

## Geschichte
Maurice Buneau-Varilla (1856–1944), Inhaber der französischen Tageszeitung Le Matin, kam 1911 nach Le Pont und beschloss hier die Errichtung eines Landsitzes. Der Bauingenieur und Bauunternehmer François Hennebique (1842–1921) errichtete das Gebäude nach dem Vorbild seiner eigenen Villa Hennebique in Bourg-la-Reine in einer Lage hoch über dem Lac de Joux.

## Baubeschreibung
Das Gebäude steht auf einem L-förmigen Grundriss, hat drei sich nach oben verjüngende Geschosse und ist mit einem Walmdach gedeckt. Letzteres ist wohl den klimatischen Bedingungen des Schweizer Winters geschuldet und passt nicht so recht zu den avantgardistischen Formen des Gebäudes. Geprägt wird es durch die zum Tal und an der Seite weit auskragenden Balkone. Die Balkone und das Dach stehen 2,50 m frei aus dem Gebäude heraus, ohne dass sie Säulen oder Pfeiler tragen. Vielmehr ruhen sie auf sehr schlanken Konsolen, die wiederum jeweils der eine Arm eines T-Trägers sind, der in der Wand steht und dessen anderer Arm in den Innenraum ragt. Dies ist den hohen Zug- und Druckkräften, die bei dieser Konstruktionsweise auftreten, geschuldet. Diese Stahlbetonkonstruktion ist typisch für François Hennebique. Auch im Innern ermöglicht der Stahlbeton grosse, stützenlose Räume, etwa einen Speisesaal mit den Dimensionen von 10 × 12 Metern. Die noch breitere Terrasse, die dem Erdgeschoss vorgelagert ist, ruht dagegen auf Pfeilern. Die übrige Ausstattung des Gebäudes war konservativer gehalten und noch mehr dem Historismus verpflichtet.